# هنري تي يانغ
هنري تي يانغ (بالصينية: 杨祖佑) هو مهندس فضاء جوي ومهندس صيني، ولد في 29 نوفمبر 1940 في تشونغتشينغ في الصين.